# James Larkin junior
James Larkin (junior) (irisch Séamas Ó Lorcáin, Óg; * 1904; † 18. Februar 1969 in Bray, County Wicklow, Irland) war ein sozialistischer Aktivist, Politiker und Führer der irischen Gewerkschaftsunion. Schon sein Vater James Larkin war ein sozialistischer Aktivist und Führer der irischen Gewerkschaftsunion. 1909 zog die Familie nach Irland zurück und der Vater gründete die Irish Transport and General Workers’ Union, die Irish Labour Party und die Workers’ Union of Ireland.

## Leben
Larkin selbst kandidierte erstmals bei den Wahlen im September 1927 für die Irish Workers League im Wahlkreis Dublin County. 1930 wurde er Mitglied des Dublin City Council. Bei den Wahlen 1932 zum Dáil Éireann, dem irischen Unterhaus, trat er als unabhängiger Kandidat im Wahlkreis Dublin South an. Er hatte keinen Erfolg. Als 1933 die Communist Party neu gegründet wurde, wurde er deren Vorsitzender. Gemeinsam mit Seán Murray besuchte er die Internationale Lenin-Schule in Moskau. 
Nach seiner Rückkehr nach Irland trat er der Irish Labour Party bei. Er wurde bei den Wahlen 1943 in den Dáil gewählt. Auch sein Vater gehörte diesem Dáil an. 
Bei den Wahlen 1944 konnte er den Sitz verteidigen und auch als der Wahlkreis geteilt wurde und Larkin bei den Wahlen 1948 dann im Wahlkreis Dublin South-Central antrat, konnte er den Sitz wie auch bei den Wahlen 1951 und 1954 halten. Dann trat er nicht mehr an.
Von 1947 bis zu seinem Tod 1969 war er Generalsekretär der Workers’ Union of Ireland. Er war 1949, 1952 und 1960 Präsident des Irish Congress of Trade Unions, des Dachverbands der Gewerkschaften in Irland. 